# 사랑이 지나가면
《사랑이 지나가면》은 1987년에 발표한 이문세의 노래이다. (이문세 4집)